# Ian McDiarmid
Ian McDiarmid (Carnoustie, Angus, Escòcia, 11 d'agost de 1944) és un actor de cinema, teatre i televisió escocès.

## Biografia
McDiarmid va néixer a Carnoustie. Es va convertir en un afeccionat al teatre amb cinc anys, quan el seu pare el va portar a veure un acte amb el nom de Tommy Morgan en un teatre situat a Dundee, ciutat on va ser criat. El 2001 l'actor va declarar: 
| « | «En certa manera em va fascinar, i també em va fer por. Totes aquestes llums, tot el maquillatge. Em vaig dir a mi mateix: no sé el que és això, però m'agradaria dedicar-m'hi». | » |

No obstant això, per temor a la desaprovació del seu pare, va anar a la Universitat de Saint Andrews, on va cursar Psicologia clínica.
Aviat es va adonar que la seva veritable vocació era el teatre, de manera que el 1968 va decidir abandonar els seus estudis i enrolar-se com a estudiant de la Royal Scottish Academy of Music and Drama, on va rebre una medalla d'or pels seus dots artístics. Una vegada graduat va obtenir diversos papers en peces teatrals a Escòcia i Anglaterra; després es va unir a les files de la Royal Shakespeare Company.
A causa de la seva reputació, McDiarmid va començar a aconseguir papers al cinema i la televisió a la fi dels anys 1970. En televisió el seu debut va ser en la sèrie The Professionals. El seu debut en una pel·lícula va ser el 1980, amb Richard's Things. A l'any següent va ser contractat per George Lucas per exercir el rol de l'Emperador Palpatine, Darth Sidious en Star Wars: Episode VI - Return of the Jedi (1983), paper que ha repetit en totes les seves preqüeles.
Va començar a fer també de director de teatre i, des de 1990 fins al seu retir el 2001, va ser director artístic de l'Almeida Theatre. Va tenir al seu càrrec a nombrosos actors que després serien estrelles de Hollywood com Kevin Spacey, Ralph Fiennes, Juliette Binoche i Anna Friel.
Entre els seus treballs teatrals més importants destaquen muntatges de William Shakespeare i Faith Healer, obra de Brian Friel, amb la qual va fer una gira per la majoria dels teatres del West End londinenc i en el Royal Theatre de Nova York, efectuant així el seu debut a Broadway que li va suposar el 2006 el premi Tony, el més prestigiós del teatre nord-americà.
Entre les seves pel·lícules, a part del seu paper en la saga Star Wars, podem trobar: Gorky Park, Un parell de seductors, dirigida per Frank Oz, Restauració, dirigida per Mike Hoffman, i Little Orphan Annie, dirigida per Ian Toynton. Va interpretar entre altres les pel·lícules El despertar (1980) i El drac del llac de foc (1981).

## Filmografia

### Cinema
| Any  | Pel·lícula                                       | Paper                                     | Notes                                                                                               |
| ---- | ------------------------------------------------ | ----------------------------------------- | --------------------------------------------------------------------------------------------------- |
| 1976 | The Likely Lads                                  | Vicar                                     | |
| 1980 | Star Wars episodi V: L'Imperi contraataca        | Emperador Palpatine                       | Només edició del 2004                                                                               |
| 1980 | Sir Henry at Rawlinson End                       | Reg Smeeton                               | |
| 1980 | Richard's Things                                 | Burglar                                   | |
| 1980 | The Awakening                                    | Dr. Richter                               | |
| 1981 | Dragonslayer                                     | Germà Jacobus                             | |
| 1983 | Star Wars episodi VI: El retorn del jedi         | Emperador Palpatine                       | |
| 1983 | Gorky Park                                       | Prof. Andreev                             | |
| 1988 | Un parell de seductors (Dirty Rotten Scoundrels) | Arthur                                    | |
| 1995 | Restoration                                      | Ambrose                                   | |
| 1999 | Star Wars Episode I: The Phantom Menace          | Senador Palpatine/Darth Sidious           | |
| 1999 | Sleepy Hollow                                    | Dr. Thomas Lancaster                      | |
| 2002 | Star Wars episodi II: L'atac dels clons          | Chancellor Palpatine/Darth Sidious        | |
| 2005 | Star Wars episodi III: La venjança dels Sith     | Canceller/Emperor Palpatine/Darth Sidious | Nominat – Premis Sturn Millor actor secundari Nominat – premis Teen Choice Millor personatge dolent |
| 2009 | The Odds                                         |                                           | (curt)                                                                                              |
| 2016 | The Lost City of Z                               | Sir George Goldie                         | |

### Televisió
| Any  | Sèrie                                          | Paper                    | Nombre de capítols | Notes                                    |
| ---- | ---------------------------------------------- | ------------------------ | ------------------ | ---------------------------------------- |
| 1976 | Red Letter Day                                 | Blade                    | 1 capítol          |                                          |
| 1978 | Crown Court                                    | Greg Gorgon              | 1 capítol          |                                          |
| 1979 | Macbeth                                        | Ross & the Porter        |                    |                                          |
| 1979 | The Professionals                              | Mickey Hamilton          | 1 capítol          |                                          |
| 1981 | ITV Playhouse                                  | Fedka                    | 1 capítol          |                                          |
| 1983 | The Nation's Health                            | Doctor Vernon Davis      | 4 capítols         |                                          |
| 1985 | Pity in History                                | Murgatroyd               |                    |                                          |
| 1988 | The Modern World: Ten Great Writers            | Fyodor Dostoyevsky       | 1 capítol          |                                          |
| 1990 | Inspector Morse                                | Hugo De Vries            | 1 capítol          |                                          |
| 1991 | Chernobyl: The Final Warning                   | Dr. Vatisenko            |                    |                                          |
| 1993 | The Young Indiana Jones Chronicles             | Prof. Levi               | 1 capítol          |                                          |
| 1993 | Heart of Darkness                              | Doctor                   |                    |                                          |
| 1993 | Selected Exits                                 | desconegut               |                    |                                          |
| 1995 | Una aventura reial (Annie: A Royal Adventure!) | Dr. Eli Eon              |                    |                                          |
| 1996 | Karaoke                                        | Oliver Morse             | 4 capítols         |                                          |
| 1996 | Cold Lazarus                                   | Oliver Morse             | 1 capítol          |                                          |
| 1996 | Hillsborough                                   | Dr. Popper               |                    |                                          |
| 1997 | An Unsuitable Job for a Woman                  | Ronald Callender         | 1 capítol          |                                          |
| 1997 | Rebecca                                        | Coronel                  |                    |                                          |
| 1999 | Great Expectations                             | Jaggers                  |                    |                                          |
| 1999 | All the King's Men                             | Rev. Pierrepoint Edwards |                    |                                          |
| 2002 | Crime and Punishment                           | Porfiry Petrovich        |                    |                                          |
| 2003 | Charles II: The Power and The Passion          | Sir Edward Hyde          |                    |                                          |
| 2004 | Spooks                                         | Prof. Fred Roberts       | 1 capítol          |                                          |
| 2005 | Our Hidden Lives                               | B. Charles               |                    |                                          |
| 2005 | Elizabeth I                                    | Lord Burghley            | 2 capítols         | Al costat de Helen Mirren i Jeremy Irons |
| 2008 | City of Vice                                   | Henry Fielding           | 5 capítols         |                                          |
| 2009 | Margaret                                       | Dennis Thatcher          |                    |                                          |

### Videojocs
| Any  | Videojoc                                 | Paper                             | Notes       |
| ---- | ---------------------------------------- | --------------------------------- | ----------- |
| 1993 | Super Star Wars: The Empire Strikes Back | Emperador Palpatine/Darth Sidious | (veu)       |
| 1994 | Super Star Wars: Return of the Jedi      | Emperador Palpatine/Darth Sidious | (veu)       |
| 2005 | Lego Star Wars The Video Game            | Emperador Palpatine/Darth Sidious | (veu)       |
| 2006 | Lego Star Wars II: The Original Trilogy  | Emperador Palpatine/Darth Sidious | (veu)       |
| 2007 | Star Wars Battlefront: Renegade Squadron | Emperador Palpatine/Darth Sidious | (model CGI) |
| 2010 | Star Wars Battlefront: Elite Squadron    | Emperador Palpatine/Darth Sidious | (model CGI) |